# Międzylesie (Tuchola)
Międzylesie – oficjalna część miasta Tuchola, położona przy trasie linii kolejowej Tuchola – Wierzchucin na północ od Rudzkiego Mostu.